# Joseph von Münstermann
Johann Joseph Bernhard Christoph von Münstermann (geb. 17. Februar 1773 in Münster, gest. 10. April 1842 ebenda) war ein deutscher Politiker und von 1824 bis 1842 Oberbürgermeister und Bürgermeister von Münster.

## Leben
Münstermann entstammte der Münsteraner Beamtenfamilie Münstermann. Seine Eltern waren der geadelte fürstlich-münsterische geheime Rat Christoph Bernhard von Münstermann (1735–1821) und Margarethe Agnes Adelheid Flagingk.
Münstermann konnte wie sein Amtsvorgänger Clemens von Olfers Verwaltungspraxis aufweisen, denn Münstermann war seit 1821 Mitglied des Magistrats. Ferner wurde er 1804 zum Polizeiinspektor und Bürgermeister ernannt und schied 1813 aus der städtischen Verwaltung aus.